# Rapporto incrementale
Il rapporto incrementale di una funzione reale di variabile reale {\displaystyle f} è un numero che, intuitivamente, misura "quanto velocemente" la funzione cresce o decresce al variare della coordinata indipendente attorno a un dato punto. Dal punto di vista geometrico, esso fornisce il valore del coefficiente angolare di una retta secante passante per il dato punto e un altro punto sul grafico della funzione. Il concetto di rapporto incrementale è strettamente legato alla nozione di derivata, e può essere definito per funzioni più generali, come le funzioni a più variabili.

## Definizione
Sia {\displaystyle E\subset \mathbb {R} } un intervallo non vuoto e {\displaystyle f:E\to \mathbb {R} } una funzione reale nella variabile reale {\displaystyle x}; si definisce incremento della funzione (o della variabile dipendente) attorno al punto di ascissa {\displaystyle x_{0}\in E} la quantità {\displaystyle \Delta f(x_{0}):=f(x_{0}+h)-f(x_{0})}, per una fissata quantità {\displaystyle h} diversa da zero (e tale che {\displaystyle (x_{0}+h)\in E}); si definisce incremento della variabile indipendente la corrispettiva quantità {\displaystyle \Delta x:=(x_{0}+h)-x_{0}=h}. Si definisce quindi rapporto incrementale della funzione attorno a {\displaystyle x_{0}} e rispetto all'incremento {\displaystyle h} il numero reale:
{\displaystyle R_{f}(x_{0},h):={\frac {\Delta f}{\Delta x}}={\frac {f(x_{0}+h)-f(x_{0})}{h}}},
cioè il rapporto degli incrementi. 
Si parla di rapporto incrementale "destro" o "sinistro" quando si vuole evidenziare che si sta considerando un incremento (rispettivamente) positivo o negativo.

## Interpretazione geometrica

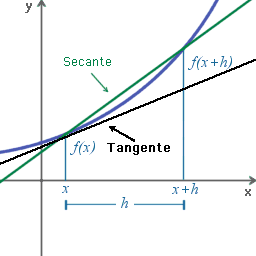
Figura 1.
Il rapporto incrementale misura il coefficiente angolare della retta secante passante per i punti di ascissa e ; al tendere di a 0, sotto opportune ipotesi di regolarità per, la secante approssima esattamente la tangente al grafico della funzione in, e assume il significato di derivata di nel punto di tangenza.

Come si può vedere in Figura 1, {\displaystyle R_{f}(x_{0},h)} equivale al coefficiente angolare della retta secante che interseca il grafico della funzione {\displaystyle f} nei punti di ascissa {\displaystyle x_{0}} e {\displaystyle x_{0}+h}; l'equazione di tale retta è infatti:
{\displaystyle y=y(x)=f(x_{0})+R_{f}(x_{0},h)(x-x_{0})}.
Un modo equivalente di interpretare il rapporto incrementale è come tangente trigonometrica dell'angolo formato dalla retta secante con l'asse delle ascisse (misurato in maniera standard, cioè in senso antiorario); considerando il triangolo rettangolo di cateti {\displaystyle \Delta f} e {\displaystyle \Delta x}, infatti, si può notare che la tangente in questione vale appunto {\displaystyle {\frac {\Delta f}{\Delta x}}(x_{0})}.

## Legame con la nozione di derivata
Quando l'incremento {\displaystyle h} tende a {\displaystyle 0}, la retta secante tende a coincidere con la tangente al grafico della funzione nel punto {\displaystyle (x_{0},f(x_{0}))}, purché questa sia ivi sufficientemente regolare (esistono problemi nel definire la tangente al grafico della funzione qualora questa presenti punti di non derivabilità). Il rapporto incrementale tende contestualmente alla derivata prima di {\displaystyle f} nel punto {\displaystyle x_{0}}:
{\displaystyle f^{\prime }(x_{0}):=\lim _{h\to 0}{{\frac {\Delta f}{\Delta x}}(x_{0})}=\lim _{h\to 0}{\frac {f(x_{0}+h)-f(x_{0})}{h}}}.
Per questo motivo, si definisce la retta tangente in {\displaystyle x_{0}} al grafico di {\displaystyle f} (ivi derivabile) la retta di equazione:
{\displaystyle y=y(x):=f(x_{0})+f^{\prime }(x_{0})(x-x_{0})}.
Particolarmente illuminante è l'analogia tra la notazione {\displaystyle {\frac {\Delta f}{\Delta x}}(x_{0})} per il rapporto incrementale e la notazione di Leibniz per la derivata:
{\displaystyle {\frac {df}{dx}}(x_{0})},
dove le {\displaystyle d} possono essere interpretate come gli "incrementi infinitesimi" delle variabili dipendente e indipendente, ovvero come "limite" per {\displaystyle h\to 0} dei {\displaystyle \Delta }, intesi come operatori. Questa analogia è ulteriormente sviluppata nel calcolo delle differenze, che mira a generalizzare il calcolo differenziale nel caso di incrementi finiti, anziché infinitesimi.

## Generalizzazioni
La generalizzazione del concetto di rapporto incrementale viene effettuata in previsione della generalizzazione della nozione di derivata; pertanto, prendendo opportunamente il limite per l'incremento che tende a 0 delle seguenti definizioni generalizzate si ottengono, rispettivamente, la derivata vettoriale, la derivata olomorfa, la derivata direzionale.

### Funzioni vettoriali
Sia {\displaystyle \mathbf {f} :E\subset \mathbb {R} \to \mathbb {R} ^{m}} una funzione vettoriale nella variabile reale {\displaystyle x}. Si definisce rapporto incrementale attorno a {\displaystyle x_{0}} rispetto all'incremento {\displaystyle h} il vettore:
{\displaystyle \mathbf {R} _{\mathbf {f} }(x_{0},h):={\frac {\mathbf {f} (x_{0}+h)-\mathbf {f} (x_{0})}{h}}};
in altre parole, esso è il vettore {\displaystyle \mathbf {R} _{\mathbf {f} }=\left(R_{1},R_{2},\cdots ,R_{m}\right)} la cui {\displaystyle i}-esima componente è {\displaystyle R_{f_{i}}(x_{0},h)}, cioè il rapporto incrementale relativo all'{\displaystyle i}-esima componente di {\displaystyle \mathbf {f} }.

### Funzioni complesse
Sia {\displaystyle f:\Omega \subset \mathbb {C} \to \mathbb {C} } una funzione complessa nella variabile complessa {\displaystyle z}. Si può definire il rapporto incrementale attorno a {\displaystyle z_{0}} e rispetto all'incremento {\displaystyle h\in \mathbb {C} \setminus \{0\}} il numero (complesso):
{\displaystyle R_{f}(z_{0},h):={\frac {f(z_{0}+h)-f(z_{0})}{h}}}.
Dato l'isomorfismo tra lo spazio {\displaystyle \mathbb {C} } e {\displaystyle \mathbb {R} ^{2}}, questo caso può essere interpretato come caso particolare del prossimo paragrafo; tuttavia, per definire in modo soddisfacente la derivata è indispensabile aggiungere determinate condizioni volte a specificare la struttura complessa dello spazio in questione, la quale altrimenti andrebbe persa; ciò viene effettuato attraverso particolari equazioni delle coordinate.

### Funzioni di più variabili
Sia {\displaystyle f:\Omega \subset \mathbb {R} ^{n}\to \mathbb {R} } una funzione (reale, per semplicità) nella variabile vettoriale {\displaystyle \mathbf {x} =\left(x_{1},x_{2},\cdots ,x_{n}\right)}. Si può definire un rapporto incrementale attorno a {\displaystyle \mathbf {x_{0}} } lungo qualunque direzione individuata da un versore {\displaystyle \mathbf {v} =\left(v_{1},v_{2},\cdots ,v_{n}\right)} (con {\displaystyle \infty ^{n-1}} gradi di libertà nella scelta della direzione). Si indichi con {\displaystyle \mathbf {h} :=t\mathbf {v} } l'incremento della variabile indipendente lungo tale direzione (per un fissato {\displaystyle t\in \mathbb {R} \setminus \{0\}}). Allora si definisce rapporto incrementale attorno a {\displaystyle \mathbf {x_{0}} } lungo la direzione {\displaystyle \mathbf {v} } e relativamente all'incremento {\displaystyle t} la quantità (reale):
{\displaystyle R_{f}(\mathbf {x_{0}} ,\mathbf {h} )=R_{f}(\mathbf {x_{0}} ,\mathbf {v} ,t):={\frac {f(\mathbf {x_{0}} +\mathbf {h} )-f(\mathbf {x_{0}} )}{\|\mathbf {h} \|}}={\frac {f(\mathbf {x_{0}} +t\mathbf {v} )-f(\mathbf {x_{0}} )}{t}}}.
Affinché questo numero esista, è necessario richiedere che l'insieme di definizione di {\displaystyle f} contenga il segmento {\displaystyle [\mathbf {x_{0}} ,\mathbf {x_{0}} +\mathbf {h} ]}. Ad esempio, si può richiedere che l'insieme {\displaystyle \Omega } di definizione sia convesso.